# Мелхиседек (Артюхин)
Архимандрит Мелхиседек (в миру Павел Дмитриевич Артюхин; род. 2 мая 1962, Москва) — священнослужитель Русской православной церкви, архимандрит, настоятель храма святых апостолов Петра и Павла в Ясеневе и храма Покрова Пресвятой Богородицы в Ясеневе, пресс-секретарь Синодального отдела по монастырям и монашеству.
Тезоименитство — в последнее воскресенье декабря, в неделю праотец.

## Биография
В 1984 году после службы в армии поступил в Московскую духовную семинарию, где проучился четыре года.
29 ноября 1986 года во время учёбы в семинарии пострижен в монашество с именем Мелхиседек архимандритом Алексием (Кутеповым), наместником Свято-Троице Сергиевой лавры, в Троицком соборе. 30 ноября 1986 года архиепископом Дмитровским Александром (Тимофеевым) хиротонисан во иеродиакона в той же обители.
19 декабря 1987 года в Смоленском храме лавры рукоположён во иеромонаха архиепископом Дмитровским Александром (Тимофеевым).
В 1988 году окончил Московскую духовную семинарию и поступил в Московскую духовную академию на заочный сектор.
Указом патриарха Пимена вместе с ещё тремя насельниками Троице-Сергиевой лавры переведён служить в монастырь Оптина пустынь, куда прибыл 3 июня 1988 года. Нёс послушание эконома монастыря. Был благочинным несколько лет.
15 апреля 1990 года возведён в сан игумена.
В 1992 году окончил Московскую духовную академию.
Указом патриарха Алексия II от 30 января 1997 года назначен настоятелем в храм святых первоверховных апостолов Петра и Павла в Ясеневе в Москве.
С 20 декабря 1999 года, в связи с переводом подворья ставропигиального мужского монастыря Свято-Введенская Оптина пустынь из храма Живоначальной Троицы в Останкине в храм святых апостолов Петра и Павла в Ясеневе, указом патриарха назначен настоятелем подворья монастыря.
По указу патриарха от 18 декабря 1997 года в дополнение к несомому послушанию назначен настоятелем домового храма Воскресения Христова при пансионате № 6 ветеранов труда по улице Островитянова, 10.
Указом патриарха от 2 декабря 2005 года назначен настоятелем по строительству храма Покрова Пресвятой Богородицы в Ясеневе по улице Айвазовского. Строительство храма начато в 2008 году.
22 мая 2013 года в Преображенском соборе Николо-Угрешского ставропигиального монастыря возведён в сан архимандрита.
Храм Покрова Пресвятой Богородицы в Ясеневе победил в конкурсе «Лучший реализованный проект в сфере инвестиций и строительства» в номинации «Культовые сооружения». 19 августа 2014 года награда за победу в общегородском конкурсе была передана настоятелю храма архимандриту Мелхиседеку (Артюхину).
9 марта 2017 года решением Священного синода включён в состав Межсоборного присутствия и в состав комиссии по организации жизни монастырей и монашества.

## Награды
Богослужебные
- Набедренник (26 марта 1988 года)
- Золотой наперсный крест (23 октября 1988 года)
- Наперсный крест с украшениями (2 мая 1992 года)
- Палица (8 апреля 1995 года)

Церковные ордена и грамоты
- Патриаршая грамота («в связи с 30-летием служения в сане пресвитера и 55-летием со дня рождения»; 25 декабря 2017)[5]